# Truslen (film)
Truslen er en svensk-finsk dramafilm fra 2004 instrueret af Kjell Sundvall. I hovedrollerne ses blandt andre Shanti Roney, Maria Bonnevie og Stefan Sauk.

## Handling
Computereksperten Lasse Brunell (Shanti Roney), der arbejder med software i svenske jagerfly, må vælge mellem sin familie og nationens sikkerhed, da terroristen Jacek (Dejan Čukić) vil have ham til at hjælpe sig. Hans eneste chance for at blive reddet synes at være krigsveteranen Christer Haglund (Stefan Sauk), der er leder af en særlig specialstyrke.

## Medvirkende (i udvalg)
- Shanti Roney som Lasse Brudell
- Maria Bonnevie som Inger Brudell
- Stefan Sauk som Christer Haglund
- Christian Magdu som officer Jonas Karlsson
- Dejan Čukić som Jacek
- Peter Franzén som Magnus
- Göran Ragnerstam som Lundgren
- Roland Hedlund som morfar
- Peter Haber som Rosin
- Tomas Pontén som forsvarsministeren
- Rolf Degerlund som Sonni